# Boekenrode (Baarn)
Boekenrode aan de Eemnesserweg 94 is een gemeentelijk monument in Baarn in de provincie Utrecht.
De villa aan de Eemnesserweg is in 1885 gebouwd en heette een tijdlang Livadia. Aan de achterzijde is later een uitbreiding van één bouwlaag gemaakt. Het bepleisterde huis heeft een symmetrische voorgevel met links een serre. Doordat het dak van de serre naar de voordeur in het midden is doorgetrokken, is een portiek ontstaan.
Het pand is gebouwd als woning maar werd ook een tijdlang als internaat gebruikt.